# Arenaspel
Arenaspel är inom etologin när hanfåglar visar upp sig för honorna. 
Brushanar samlas varje år på speciella spelplatser där varje hane har en egen liten scen. Man kan jämföra det med ett minimalt revir som hanen försöker bevisa att han härskar över. De dansar eller snarare tornerar mot varandra med uppblåsta skrudar, vingflax, hopp, bugningar och släpande vingar för att nästa sekund stelna som mekaniska dockor. De hanar som inte är nog starka för att delta i arenaspelet använder sig av en annan strategi för att sprida sina gener vidare. Det finns nämligen hanar som stryker runt spelplatsen och helt plötsligt hoppar fram och parar sig med honan. Hanar med denna strategi kallas för satelliter eller sneaky fuckers.